# Bataille de Sainte-Marguerite
Guerre royaliste
Batailles
- Expédition d'Espagne
- Sainte-Marguerite
- Campillo de Arenas
- Pampelune
- Trocadéro

La bataille de Sainte-Marguerite se déroule le 15 juillet 1823, au cours de l'expédition d'Espagne, pendant la guerre royaliste. Elle s'achève par la victoire des forces françaises devant la ville de La Corogne, qui est ensuite assiégée.

## Prélude
Le 13 juillet 1823, les troupes françaises du général Bourke sortent de Lugo et font mouvement sur la ville de La Corogne. Le 14, elles arrivent à Betanzos, où elles rencontrent les premiers avant-postes et font quelques prisonniers,,
. Le 15, la ville voisine de Ferrol se rend au général Huber. Le port de La Corogne se retrouve ensuite bloqué par un vaisseau de ligne et plusieurs autres navires français.
Le même jour, les Espagnols tentent de faire sauter le pont del Borgo, mais ils sont interrompus vers 8 heures du matin par l'arrivée de 50 hussards menés par le capitaine Fernel, l'aide-de-camp du général Auguste de La Rochejaquelein,,. Seule une arche est endommagée, mais sa réparation est achevée à midi.
Les troupes constitutionnelles espagnoles prennent alors position sur les hauteurs de Sainte-Marguerite, où elles tentent d'établir un camp retranché au milieu de six moulins et à une demie-portée de canon des remparts de la ville. 

## Forces en présence
L'armée française présente aux portes de La Corogne est forte de 6 000 hommes commandés par le général Charles Bourke,. Celui-ci décide de lancer l'assaut sur Sainte-Marguerite avec le 7e régiment d'infanterie légère, commandé par le général La Rochejaquelein et le colonel Lambot, soutenus par la brigade du général Joseph-Alexandre Berthier, constituée des 22e, 37e et 38e régiments d'infanterie de ligne,,,.
Les troupes constitutionnelles espagnoles, commandées par le général Antonio Quiroga, sont quant à elles fortes d'environ 2 000 hommes, dont 400 à 500 soldats de troupes de ligne, 1 500 miliciens ou volontaires de O Burgo et Guipuscoa, et 150 transfuges français formant la légion Libérale étrangère. Parmi eux se trouve notamment le général britannique Robert Wilson, débarqué à Vigo le 4 mai avec quelques aventuriers,,. Deux chaloupes canonnières couvrent également l'aile gauche espagnole depuis la baie.

## Déroulement
En début d'après-midi, le général Charles Bourke donne l'ordre de prendre d'assaut les hauteurs de Sainte-Marguerite avant de laisser le temps aux libéraux de s'y fortifier,. La Rochejaquelein est chargé de mener l'attaque de front avec le 7e léger, tandis que le 22e de ligne a pour instruction de prendre un chemin de traverse et d'assaillir les libéraux sur leur flanc droit. Les constitutionnels disposent quant à eux d'une redoute sur leur flanc gauche, liée par un retranchement avec une colline sur leur aile droite, où sont établies plusieurs pièces d'artillerie,.
L'assaut du 7e régiment d'infanterie légère suffit à lui seul à enfoncer rapidement les défenses des libéraux,. Les voltigeurs français poussent les tirailleurs espagnols et gravissent les rochers malgré une vive fusillade,. La Rochejaquelein engage le combat entre les troisième et quatrième moulins, où les libéraux ont concentrés leurs principales forces. Ces derniers se retirent en désordre, abandonnant successivement la redoute sur leur aile gauche, leurs retranchements, leurs batteries, et le village de Riasol, pour se retirer derrière les murs de la ville de La Corogne. Le 7e léger se rend maîtres de toutes les hauteurs avant même l'arrivée du 22e de ligne, puis il se lance à la poursuite des fuyards et occupe le faubourg Sainte-Lucile. 
Après les combats, le 22e régiment s'établit au village de Riassore, tandis que le 37e occupe les hauteurs de Sainte-Marguerite. Le général Bourke commence alors le siège de La Corogne,.

## Pertes
Les pertes françaises sont d'environ 100 hommes tués ou blessés. Le général Bourke est lui-même légèrement touché à la cuisse par une balle morte à la fin du combat.
Les pertes espagnoles sont plus importantes. Le colonel de la milice de Guipuscoa figure parmi les morts, ainsi que plusieurs officiers. Le général Wilson et son aide-de-camp sont assez sérieusement blessés, le premier à la cuisse, le second à l'épaule.